# Талайоты

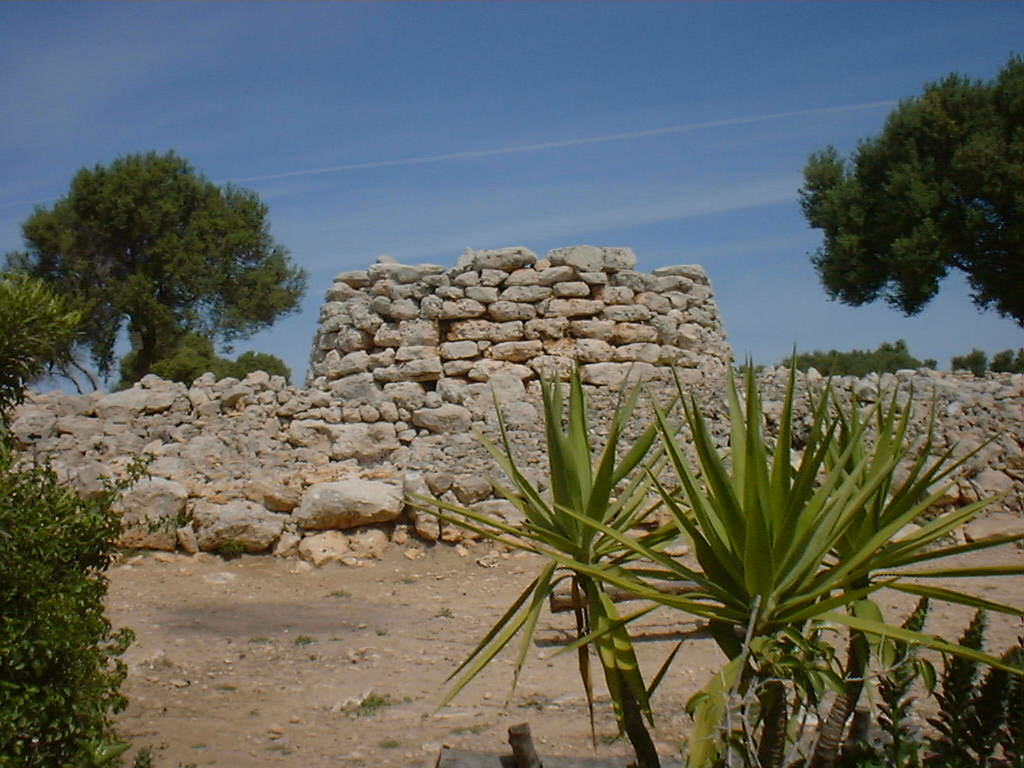
Талайот на Майорке

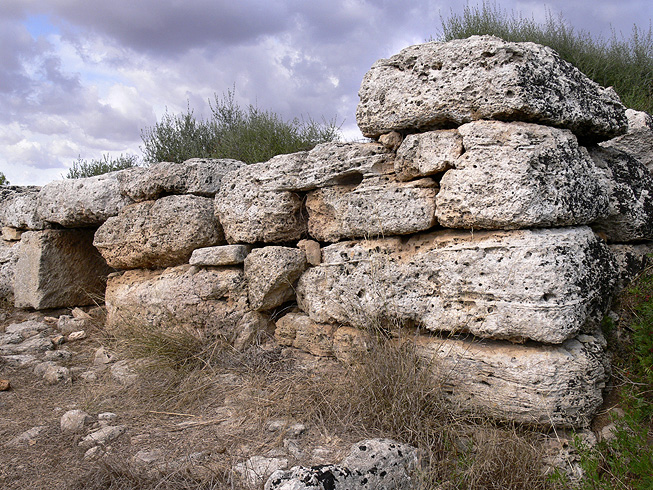
Талайот на Сон-Серра, Майорка

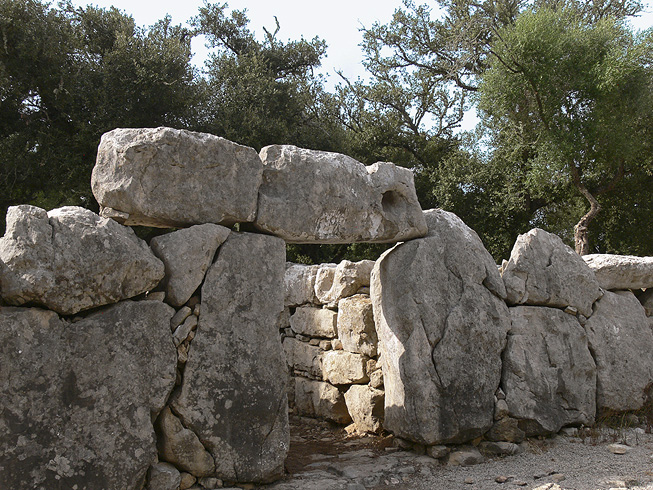
Главный вход в поселение Сес-Паиссес, Майорка

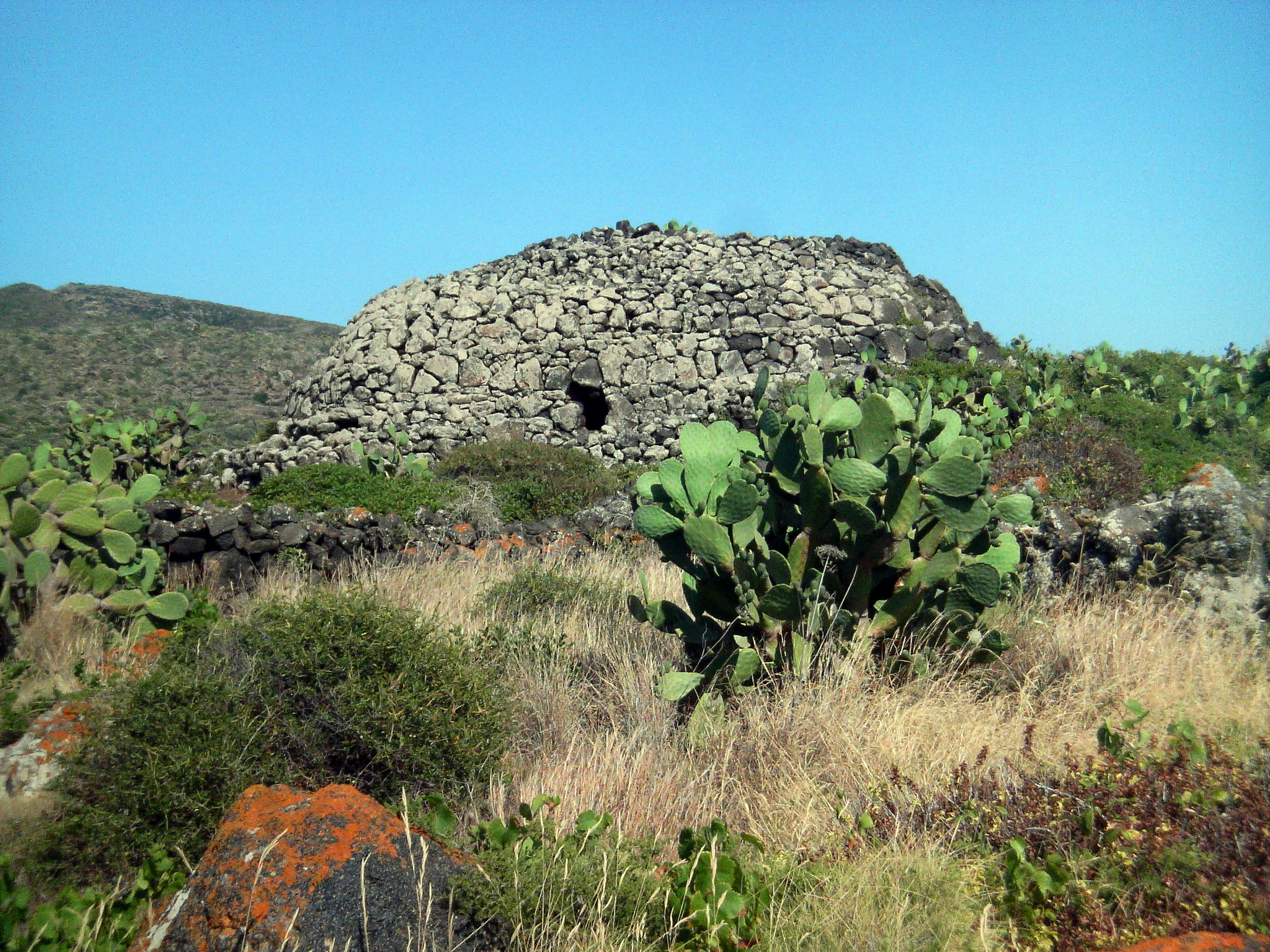
Один из «Сеси», Пантеллерия

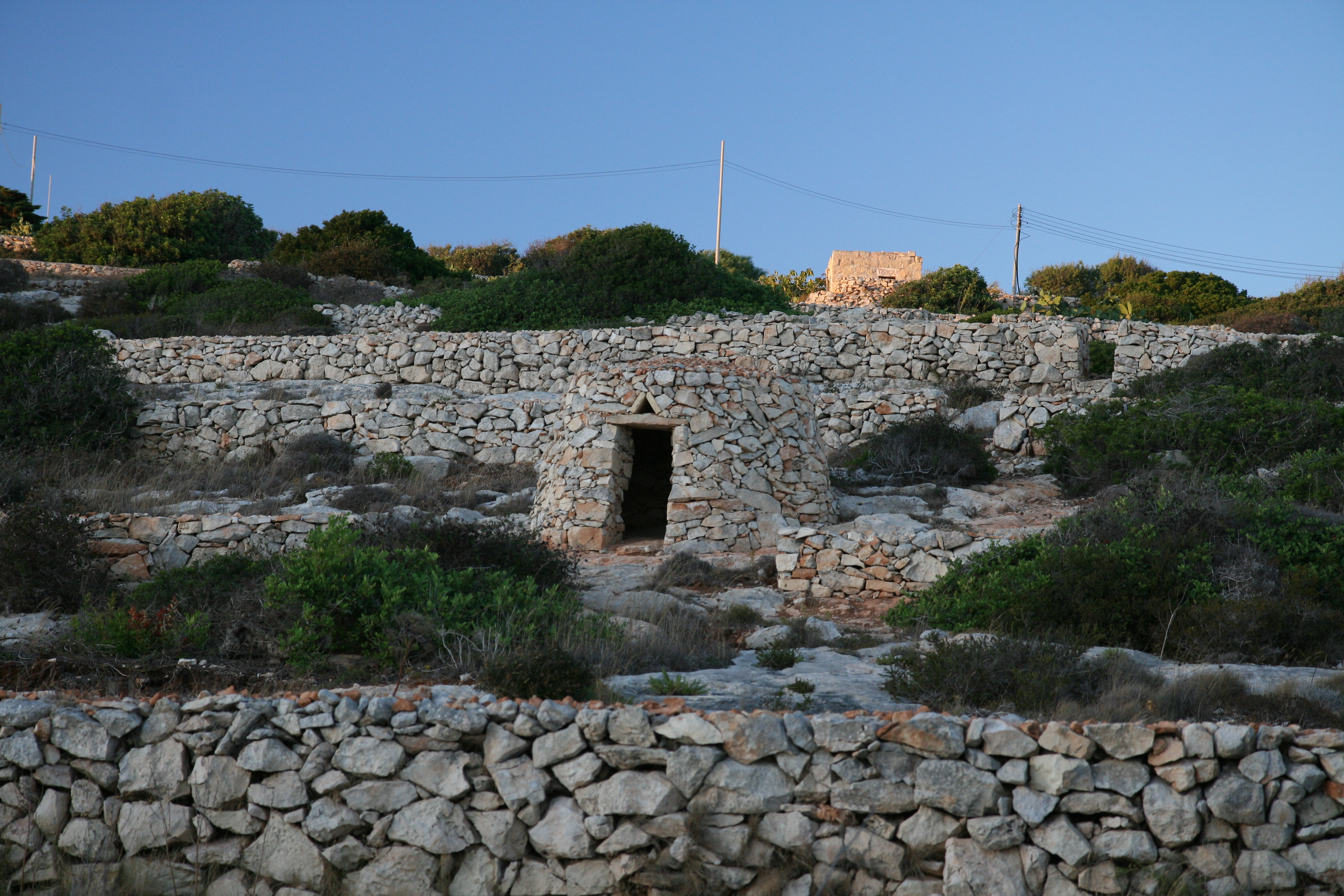
Современный «талайот» на Мальте

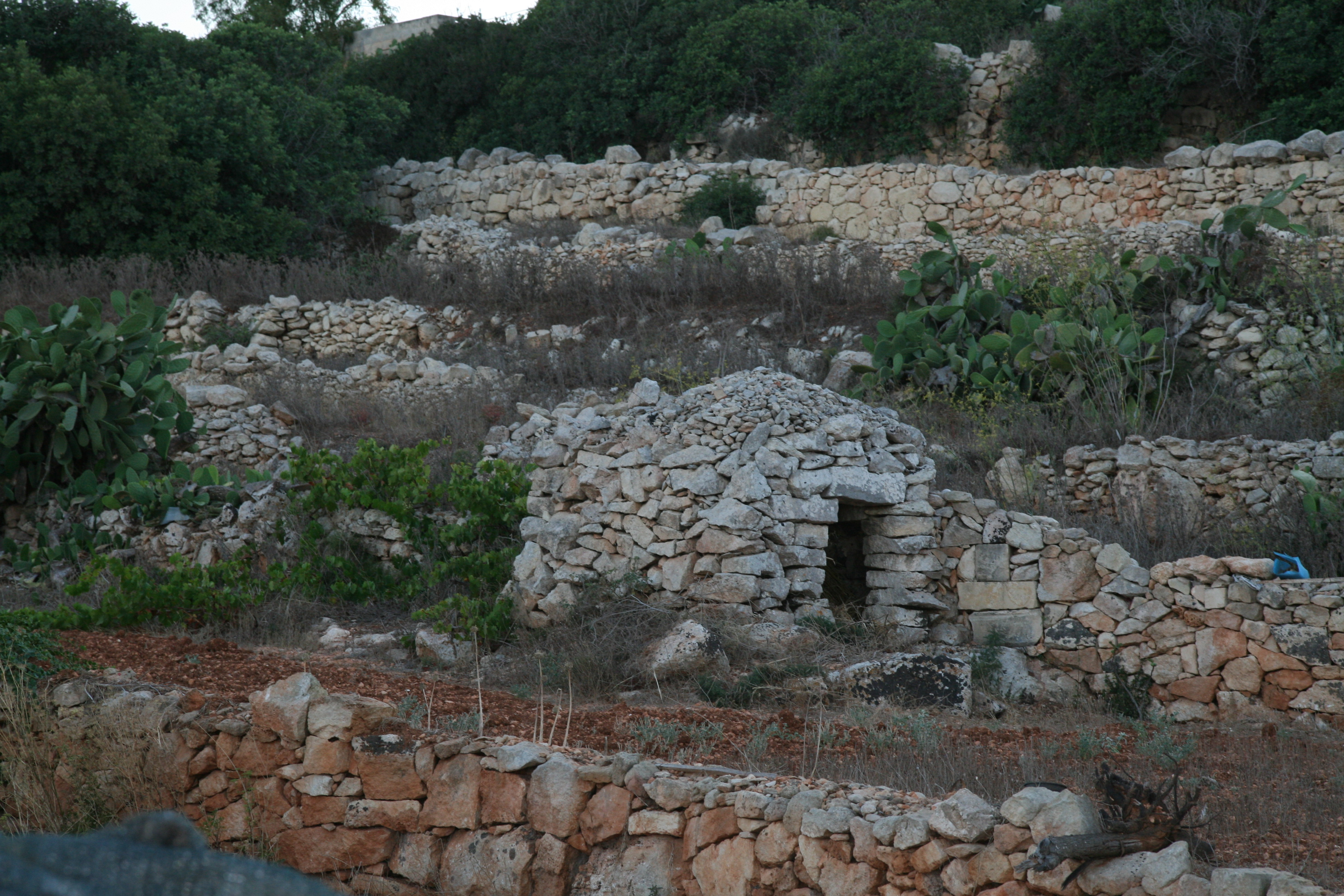
Современный «талайот» на Мальте

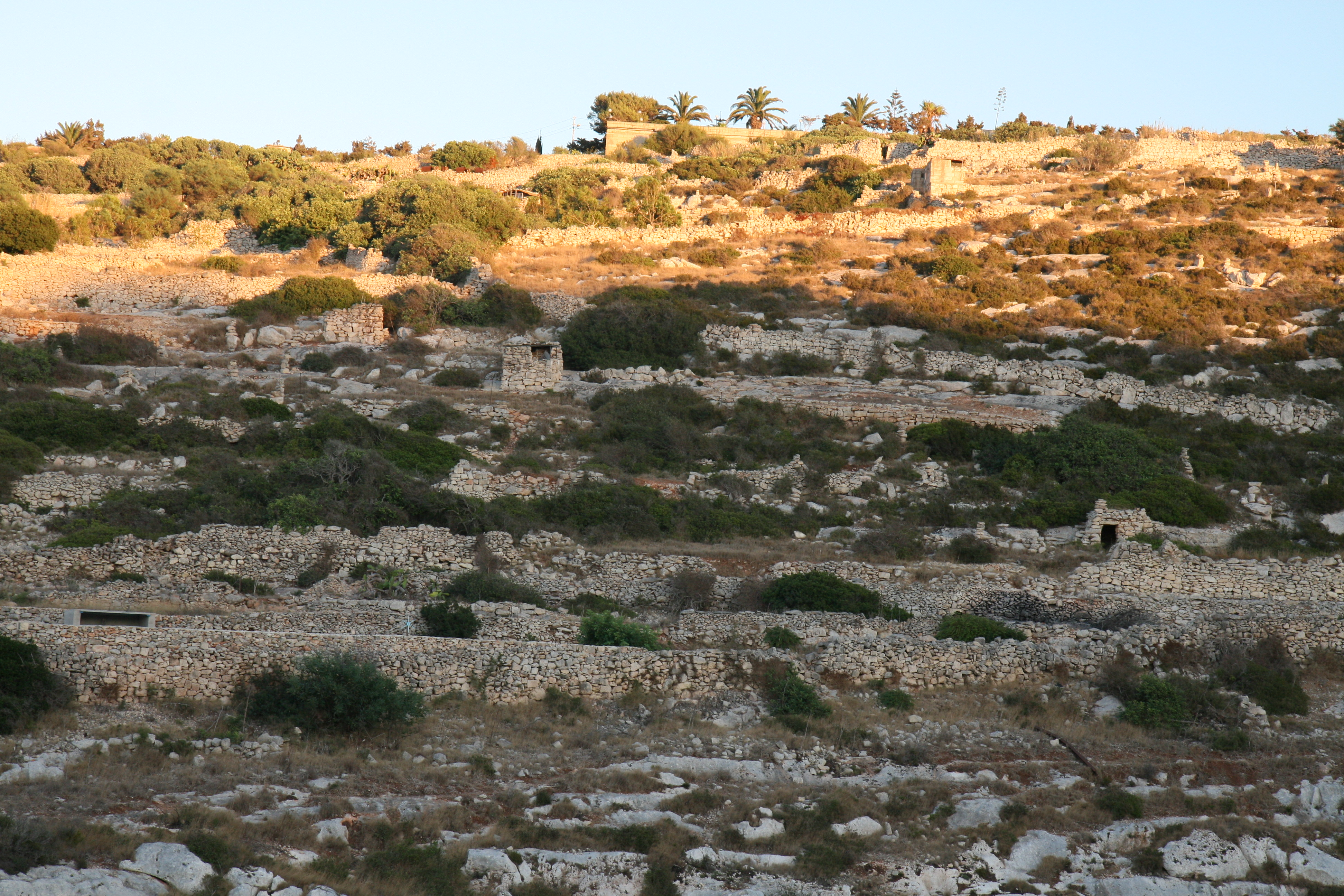
Современные «талайоты» на полях Мальты

Талайоты — мегалиты бронзового века на островах Менорка и Мальорка. Относятся к концу 2 тысячелетия — началу 1 тысячелетия до новой эры. На островах найдено не менее 270 подобных мегалитов. Хронологически предшествуют таулам, которые обычно находятся поблизости.

## Культура
Строители талайотов представляли собой самостоятельную археологическую Талайотскую культуру (бронзового века) в истории Балеарских островов, которая создала, помимо этих строений, ряд крупных городов, среди которых выделяется Оспиталет-Вель.

## Назначение
По мнению специалиста по археологии Минорки, Ferran Lagarda i Mata, талайоты Минорки несли оборонительные или культовые функции: "Фактически, гипотезы о назначении талайотов, которые связывали с  различными их конструктивным особенностями, оставляли место для различных мнений. Однако, в последнее время, принято выделять две группы талайотов по их назначению: одни, которые носили оборонительные функции и служили также, иногда, комнатами, и другие, которые вероятно, имели отношение к культу; последние имеют на внешней поверхности спиралевидный или зигзагообразный спуск, имеющий вид ступеней".
Однако размеры (от 3х3 до 9х9 м) и характер постройки талайотов Майорки (грубые постройки из необработанных или обработанных блоков весом 5-200 кг, не соединенных раствором), их расположение (многие находятся на территории современных крестьянских хозяйств: на полях либо встроены в оградительные каменные стены, разделяющие участки), их массовость , а также отсутствие находок в них предметов культового назначения - все эти факты позволяют сделать вывод о том, что большинство талайотов этого острова представляют собой постройки хозяйственного назначения, традиционные для островов центрального и западного Средиземноморья (Сицилия, Мальта, Лампедуза, Пантеллерия и др.). На островах центральной и западной части Средиземного моря аналогичные постройки до сих пор создаются крестьянами на земельных участках и служат для хранения инвентаря, семян, а также укрытием от палящего солнца в середине рабочего дня.

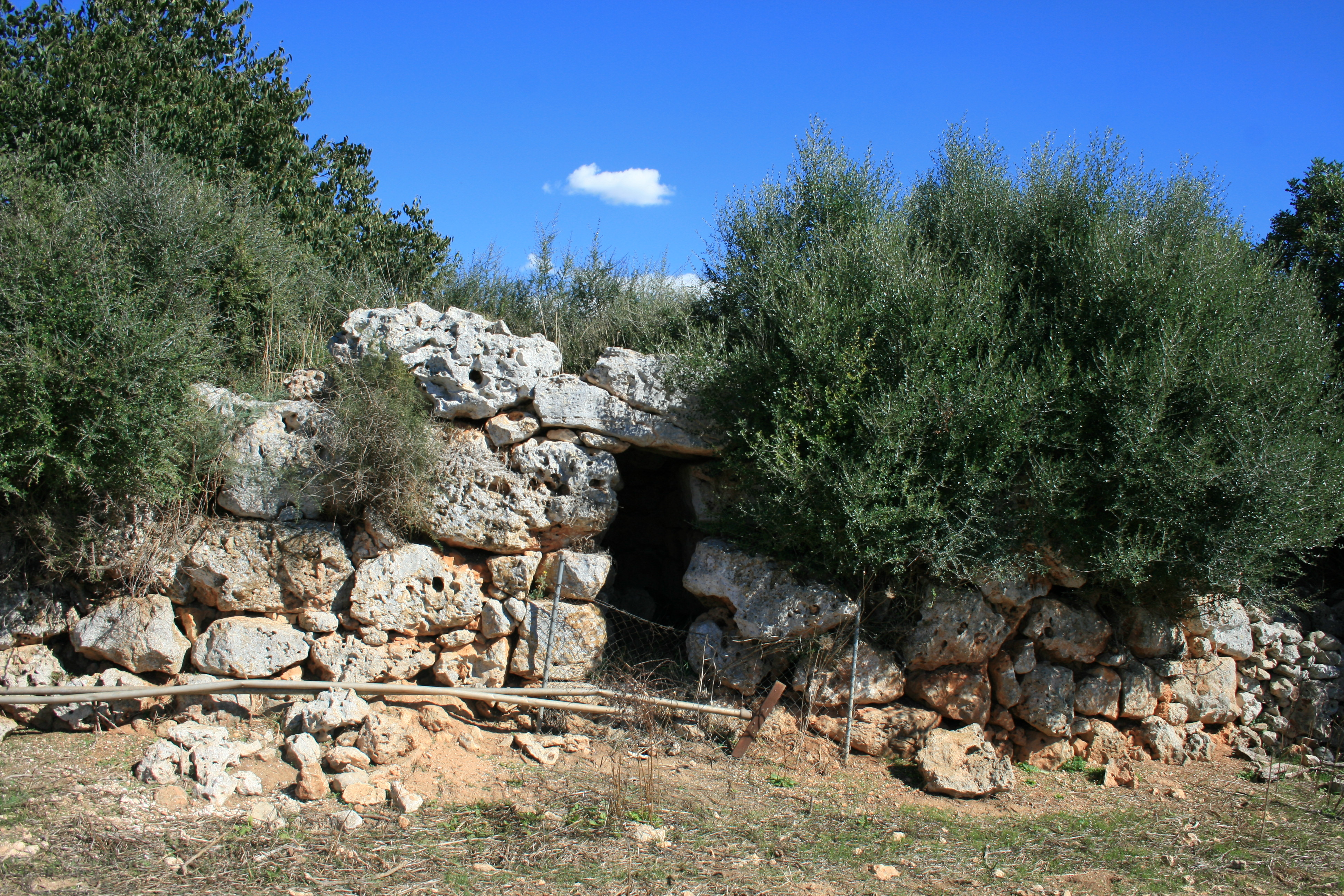
Талайот Cas Canar, Майорка

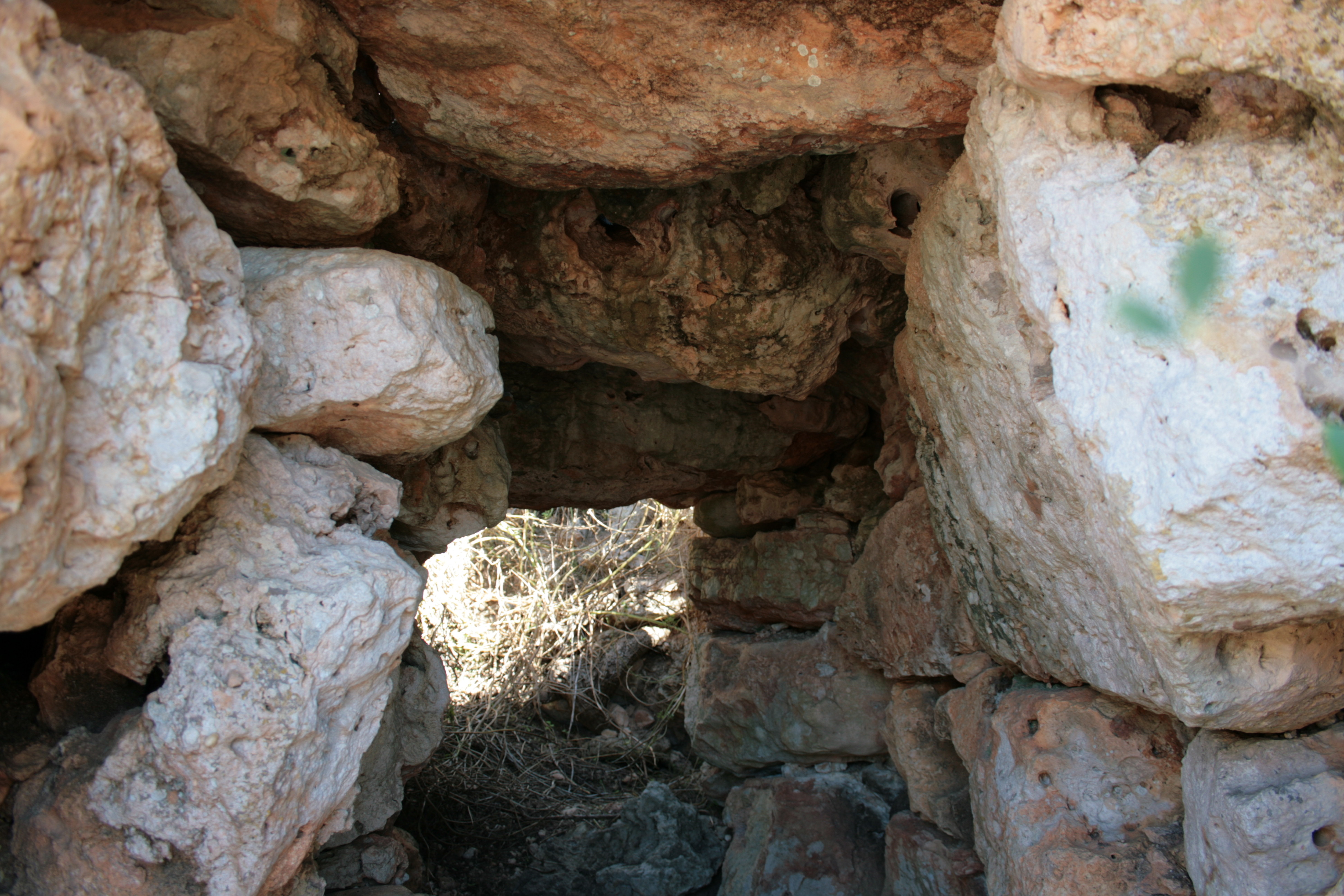
Талайот Cas Canar, Майорка. Вход

Близкими по конструкции и технике кладки камня являются «нураги» на Сардинии, «торре» на Корсике, современные «талайоты» Мальты и «сеси» на острове Пантеллерия.